# Maxi Gnauck
Maxi Gnauck (Berlín Est, República Democràtica Alemanya, 10 d'octubre de 1964) és una gimnasta artística alemanya, ja retirada, guanyadora de quatre medalles olímpiques. És considerada una de les millors gimnastes alemanyes de tota la història.
Especialista en la prova de barres asimètriques, fou una de les primeres dones a aconseguir realitzar un triple salt en l'exercici de terra. Va participar, als 15 anys, als Jocs Olímpics d'Estiu de 1980 realitzats a Moscou (Unió Soviètica), on va aconseguir guanyar la medalla d'or en la prova de barres asimètriques, la medalla de plata en el concurs general (individual), compartint metall amb la romanesa Nadia Comăneci, i la medalla de bronze en el concurs general (per equips) i en l'exercici de terra, compartint metall amb la soviètica Natalia Shaposhnikova. Així mateix finalitzà quarta en la prova de barra d'equilibris i sisena en el salt sobre cavall, aconseguint així sengles diplomes olímpics. El boicot polític organitzat pel seu país l'any 1984 impedí la seva participació en els Jocs Olímpics d'estiu de 1984 realitzats a Los Angeles (Estats Units).
Al llarg de la seva carrera aconseguí nou medalles en el Campionat del Món de gimnàstica artística, entre elles cinc medalles d'or, nou medalles en el Campionat d'Europa de l'especialitat i quatre medalles en els Jocs de l'Amistat (la competició alternativa realitzada pel bloc de l'Est als Jocs Olímpics d'estiu de 1984).